# Zoropsis albertisi
Espèce
Zoropsis albertisi est une espèce d'araignées aranéomorphes de la famille des Zoropsidae.

## Distribution
Cette espèce est endémique de Tunisie.

## Description
La femelle holotype mesure 8 mm.

## Étymologie
Cette espèce est nommée en l'honneur d'Enrico Alberto D'Albertis.

## Publication originale
- (it) Pietro Pavesi, « Studi sugli Aracnidi africani. I. Aracnidi di Tunisia », Annali del Museo Civico di Storia Naturale di Genova, vol. 15,‎ 1880, p. 283-388 (lire en ligne, consulté le 24 décembre 2020).